# Dia internacional del llibre
El Dia Internacional del Llibre és una festivitat celebrada internacionalment cada 23 d'abril amb l'objectiu de promoure la lectura. Té el seu origen en la Diada de Sant Jordi celebrada a Catalunya, on ha estat tradició des del segle xv que els homes regalin roses a les seves estimades. El 1925, el valencià Vicent Clavel proposà que, a canvi, les dones obsequiessin als homes amb un llibre. Internacionalment, la celebració és promoguda per la UNESCO, que va establir-la el 1995.

## Història
El 7 d'octubre del 1926, Vicent Clavel Andrés, un editor i escriptor valencià establert a Barcelona, proposà a la Cambra Oficial del Llibre de Barcelona celebrar una festa en commemoració del naixement de Miguel de Cervantes (1547-1616). El 6 de febrer d'aquell any, el Govern espanyol presidit pel dictador Miguel Primo de Rivera acceptà la proposta i el rei Alfons XIII signà el Reial Decret que instituïa la Fiesta del Libro Español. Poc després, el 1930, la data es traslladà al 23 d'abril, dia de l'enterrament de Cervantes.
El 23 d'abril de 1616 del calendari julià (3 de maig de 1616 del calendari gregorià) també morí William Shakespeare (1564-1616), escriptor anglès. A més a més, és també la data de la mort o del naixement d'altres escriptors eminents com Maria Àngels Anglada, Maurice Druon, Haldor K. Laxness, Vladímir Nabókov, Josep Pla, Manuel Mejía Vallejo, l'Inca Garcilaso de la Vega i William Wordsworth, motiu pel qual és adient celebrar en aquesta jornada el Dia Internacional del Llibre.
Més tard, el 1995, la UNESCO instituïa el 23 d'abril com el «Dia Mundial del Llibre i dels Drets d'Autor».
El 2001, per iniciativa de la UNESCO, es va nomenar Madrid Capital Mundial de Llibre. Des de llavors, cada 23 d'abril, un comitè de selecció, integrat per representants de la Unió Internacional d'Editors (UIB), la Federació Internacional de Llibreters (FIL), la Federació Internacional d'Associacions i Institucions Bibliotecàries (IFLA) i la UNESCO elegeix diferents ciutats del món que realitzen durant l'any activitats culturals relacionades amb els llibres. El 2002 va ocupar el lloc Alexandria, Nova Delhi el 2003, Anvers el 2004, Mont-real el 2005, Torí el 2006, Bogotà el 2007, Amsterdam el 2008, Beirut el 2009, Ljubljana el 2010, Buenos Aires el 2011, Erevan el 2012, Bangkok el 2013, Port Harcourt el 2014, Incheon el 2015, Breslau el 2016, Conakry el 2017, Atenes el 2018, Xarjah el 2019, Kuala Lumpur el 2020 i Tbilisi el 2021.